# Gampong Baro P
Gampong Baro P is een bestuurslaag in het regentschap Aceh Jaya van de provincie Atjeh, Indonesië. Gampong Baro P telt 208 inwoners (volkstelling 2010).